# HoSo Terra Toma
HoSo Terra Toma (en coreano: 호소테라토마) es una artista drag surcoreana, conocida por competir en la cuarta temporada de The Boulet Brothers' Dragula y la primera temporada de The Boulet Brothers' Dragula: Titans. Es una de las artistas más reconocidas de la escena drag de Seúl.

## Primeros años
HoSo Terra Toma nació en el barrio de  Haebangchon, en Seúl, capital de Corea del Sur.

## Carrera
HoSo conoció la cultura drag a través del programa estadounidense RuPaul's Drag Race, citando entre sus referentes tanto a la estadounidense Evah Destruction como a la surcoreana Kim Chi. Si bien comenzó siendo fanática de programas como Drag Race, no fue hasta que vio por primera el reality The Boulet Brothers' Dragula, centrado en un drag más alternativo y orientado al terror, que vio más reflejada su estética y la corriente artística que quería representar.
En 2021 compitió en la cuarta temporada del reality estadounidense The Boulet Brothers' Dragula, en el cual describió su estilo de drag como «drag yōkai». Tras su transcurso por el programa se posicionó como una de las finalistas, siendo sin embargo la concursante Dahli la ganadora de la temporada. Sin embargo, pese a su buen resultado en la competición, varios aficionados del programa criticaron el desempeño de HoSo en la temporada, acusándola de no ser profesional al necesitar la ayuda de otros concursantes para ponerse sus trajes, debido al peso y las dimensiones de estos. HoSo reconoció haber necesitado la ayuda de otras personas, y alegó haber sido lo más agradecida y respetuosa posible con el resto de concursantes, pese a que esto no fuese mostrado en cámara.
En 2022 compitió en la primera temporada The Boulet Brothers' Dragula: Titans, spin-off de The Boulet Brothers'Dragula.

## Vida personal
HoSo se identifica como una persona no binaria transfemenina.

## Filmografía

### Televisión
| Año  | Título                               | Papel     | Notas        |
| ---- | ------------------------------------ | --------- | ------------ |
| 2021 | The Boulet Brothers' Dragula         | Finalista | 10 episodios |
| 2022 | The Boulet Brothers' Dragula: Titans | Finalista | 9 episodios  |